# Murk (Tillison)
Murk (Engels voor duisternis) is het tweede studioalbum van Andy Tillison als soloartiest. Tussen zijn vorige album Fog en Murk werkte Tillsion veelal aan albums van The Tangent. Die band was op sterven na dood door de vele personeelswisselingen en de matige verkoop van de albums. In 2011 kwam er een opleving van The Tangent met het album COMM, waarna de band weer in de obscuriteit verdween, berichtte dat ze opgeheven was en vervolgens weer heropgericht.
Murk is verkrijgbaar via de website van Parallel or 90 Degrees, de vorige band van Tillison, de verpakking is daarbij erg sober. Murk kon als aanbieding verkregen worden als ze gelijktijdig met COMM bij The Tangent besteld werd.
De muziek op het instrumentale album is een mengeling van elektronische muziek uit de Berlijnse School, maar er klinken ook Keith Emersonachtige klanken.  

## Musici
- Andy Tillison – alle muziekinstrumenten waaronder toetsinstrumenten, elektronica
- Luke Machin – gitaar op Energize

## Muziek
| Nr. | Titel                  | Duur  |
| --- | ---------------------- | ----- |
| 1.  | Axis, bold as fish     | 19:29 |
| 2.  | Energize               | 8:02  |
| 3.  | Mysterious swamp       | 35:45 |
| 4.  | Luft (opname uit 2007) | 17:03 |